# Paulo Sérgio
Paulo Sérgio Bento Brito (n. 19 februarie 1968, Estremoz, Districtul Évora, Portugalia) este un fotbalist portughez retras din activitate, care a jucat pe post de atacant la echipe ca Belenenses, Estoril și Setubal. După încheierea carierei, a devenit antrenor, și antrenează în prezent pe Portimonense Sporting Clube[*].

## Palmares
Olhanense
- A doua Divizie Portugheză: 2003–04 (Sud)

Heart of Midlothian
- Cupa Scoției: 2011–12